# Великий Дырчин
Вели́кий Ды́рчин (укр. Великий Дирчин) – село, расположенное на территории Городнянского района Черниговской области (Украина) на правом берегу реки Снов. Расположено в 23 км на юго-восток от райцентра Городни. Население — 339 чел. (на 2006 г.). Адрес совета: 15170, Черниговская обл., Городнянский р-он, село Великий Дырчин, Колгоспная,3 , тел. 3-95-38. Ближайшая ж/д станция — Камка (линия Гомель-Бахмач), 19 км.

## История
В XIX веке село Великий Дырчин было в составе Тупичевской волости Городнянского уезда Черниговской губернии. В селе была Покровская церковь.